# 下凡
下凡，為中國傳統神話的一種用詞，是指居於天庭的神仙，來到人間的行為。
在古代中国神话中，有天庭和人间之分。天庭中的神仙必須要有任務才能趕赴人間，不可以随意出入，私自下凡，可能會擾亂了塵世的安寧，在天庭的天條中是重罪，神话中有许多因为私自下凡而遭天庭惩罚的例子。天庭上的神仙如果触犯了天条，会被逐出天宫。
天庭的神仙轉世人间，也被稱為下凡，可能是因為其犯錯被責備，也有可能是肩負其他重要的任務。

## 另見
- 化身